# Dayeuh Luhur
Dayeuh Luhur is een bestuurslaag in het regentschap Sumedang van de provincie West-Java, Indonesië. Dayeuh Luhur telt 1912 inwoners (volkstelling 2010).